# Goodbye to You
Goodbye to You – drugi singel szwedzkiego duetu Roxette. Został wydany w grudniu 1986 r. jako drugi promujący debiutancki album Pearls of Passion.

## Utwory

### Strona A
- Goodbye to You

### Strona B
- So Far Away